# Portoga
Ronaldo Ferreira (20 de fevereiro de 1978), mais conhecido como Portoga, é um baixista brasileiro, conhecido por ser integrante da banda CPM 22 entre 1997 e 2005. Compôs, junto com o vocalista Badauí, o hit "Regina Let's Go!", considerada uma das músicas mais clássicas da banda. Saiu em fevereiro de 2005, pouco após o fim da turnê do álbum Chegou a Hora de Recomeçar (2002), alegando divergências musicais. Para o álbum seguinte da banda, Felicidade Instantânea (2005), foi substituído pelo guitarrista Luciano Garcia, e depois de maneira definitiva por Fernando Sanches.
Mais tarde, Portoga fundou sua própria banda, Atrial.

## Discografia

### Com o CPM 22
- (2000) A Alguns Quilômetros de Lugar Nenhum
- (2001) CPM 22
- (2002) Chegou a Hora de Recomeçar